# Ikue Mori
Ikue Mori, född 17 december 1953 i Tokyo, Japan, är en avantgardetrumslagare. Hon flyttade till New York 1977 där hon startade new wave-bandet DNA tillsammans med Arto Lindsay och Tim Wright.
Mest känd är hon från att medverkat i Mephista med Sylvie Courvoisier och Susie Ibarra, en kvartett med Kim Gordon, DJ Olive och Jim O'Rourke, duett-projekt med Zeena Parkins, Trio med Haco och Aki Onda och Hemophiliac med John Zorn och Mike Patton.

## Fotnoter
1. ↑  Discogs, Discogs artist-ID: 124429, läst: 9 oktober 2017.[källa från Wikidata]
2. ↑  MacArthur Fellows Program, MacArthur Fellows Program-ID: class-of-2022/ikue-mori.[källa från Wikidata]